# Oleksiïvs'ka (metropolitana di Charkiv)
La stazione di Oleksiïvs'ka (Олексіївська, ), in russo Alekseevskaja (Алексеевская), è una stazione della Linea Oleksiïvs'ka, la linea 3 della metropolitana di Charkiv.

## Storia
Il progetto della stazione Oleksiïvs'ka risale al 1984, ma per l'avvio dei lavori si dovette attendere fino al 1991; due anni dopo si iniziò la perforazione delle relative gallerie.
I lavori furono sospesi dal 1993 al 2002 in conseguenza della carenza di fondi, per riprendere nel 2009 grazie ad uno stanziamento di 75 milioni di euro promosso dal primo ministro Julija Tymošenko.
La stazione venne aperta al servizio il 21 dicembre 2010..
Nel 2013 l'affluenza giornaliera media era di circa 60-90.000 persone al giorno.
Come curiosità si segnala che pochi giorni dalla presentazione ci fu una controversia per il costo esagerato delle panchine attorno alle colonne, a proposito del quale sulla stampa locale si discusse fino al gennaio successivo.